# Luke Harangody
Lucas Cameron "Luke" Harangody (ur. 6 stycznia 1988 w Decatur) – amerykański koszykarz występujący na pozycji silnego skrzydłowego.
Został wybrany w drafcie 2010 przez Boston Celtics.
2 października 2018 został zawodnikiem hiszpańskiego Divina Seguros Joventutu. 16 maja 2020 opuścił klub.

## Osiągnięcia

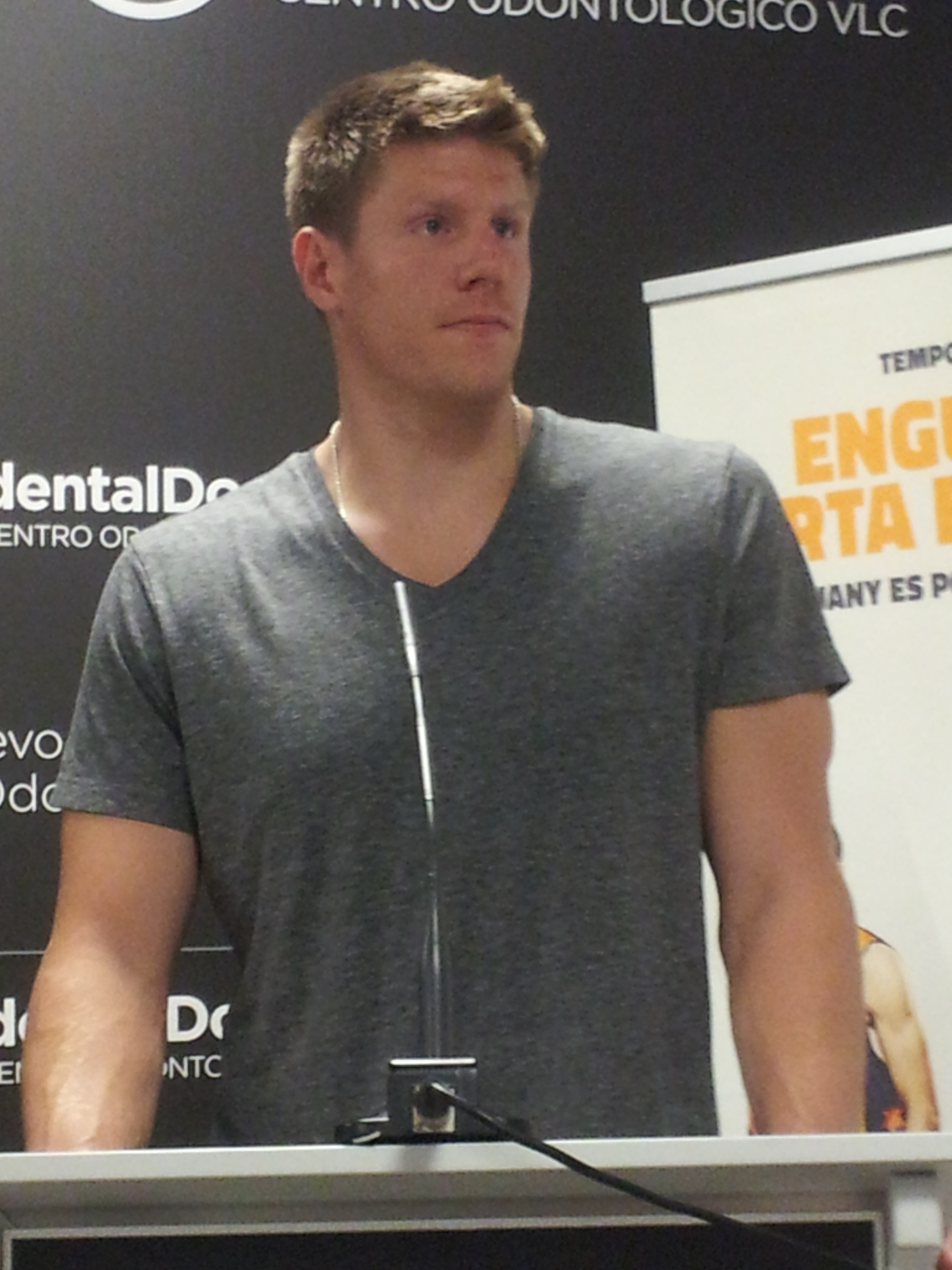
W 2014.

Stan na 16 maja 2020, na podstawie, o ile nie zaznaczono inaczej.
NCAA
- Uczestnik:
  - II rundy turnieju NCAA (2008)
  - turnieju NCAA (2007, 2009, 2010)
- Zawodnik roku konferencji Big East (2008)[8]
- Zaliczony do:
  - I składu:
    - Big East (2008–2010)
    - pierwszoroczniaków Big East (2007)
    - turnieju
      - Maui Invitational (2009)
      - Paradise Jam (2008)

  - II składu All-American (2008–2010)
- Lider:
  - NCAA w liczbie oddanych rzutów za 2 punkty (615 – 2009)
  - wszech czasów NCAA w liczbie oddanych rzutów (1839) za 2 punkty
  - Big East:
    - strzelców (2008–2010)
    - w liczbie:
      - zbiórek (351 – 2008)
      - celnych rzutów:
        - z gry (2008–2010)
        - za 2 punkty (2008–2010)

      - oddanych rzutów:
        - z gry (653 – 2009)
        - za 2 punkty (2008–2010)

    - wszech czasów:
      - w liczbie celnych (894) i oddanych (1839) rzutów za 2 punkty
      - w liczbie celnych (936) i oddanych (1968) rzutów z gry

Drużynowe
- Wicemistrz Eurocup (2014)
- Brąz ligi VTB (2014)
- Zdobywca pucharu Rosji (2014)
- Finalista pucharu Turcji (2016)
- 3. miejsce w pucharze Niemiec (2018)
- 4. miejsce podczas mistrzostw:
  - Hiszpanii (2015)
  - Turcji (2016, 2017)
- Uczestnik rozgrywek Final Four Superpucharu Hiszpanii (2014)

Indywidualne
- MVP 6 rundy Euroligi (2015/2016)